# Imad Latheef
Imad H. Latheef (en dhivehi: ޢިމާދު ލަޠީފް ) (Meedhoo, 27 octobre 1966) est un écrivain, commentateur, chroniqueur et journaliste maldivien, actuel éditeur des nouvelles étrangères du journal Haveeru Daily. 
Il naît dans l'atoll Addu et étudie au Malé English School, Malé et au Majeediyya School. Il a travaillé comme journaliste dans le Haveeru Daily et la télévision des Maldives. 
Il s’est marié deux fois, en 1985 avec Siyana Shafeeq, ils ont un enfant et en 1990 avec Aminath Saeed, avec qui il vit aujourd'hui et ils ont un fils et une fille.

## Généalogie
Son père, Hassan Latheef, est fils de Mohamed Didi, fils de Abdullah Didi, fils de Ibrahim Manikufaan, fils de Mohamed Manikufaan, fils de Husain Manikufaan, fils du prince Ibrahim Manikufan, fils du Sultan Hassan X , fils du Sultan Ali VII de la dynastie Isdhoo. 
Sa mère, Wadheefa Ibrahim Didies fille de Ibrahim Didi, fils d’Abdullah Didi, fils d'An-naib Ibrahim Didi, fils d'An-naib Hassan Didi, fils d'An-nabeela Aishath Didi, fille du prince Ibrahim (Abdulla) Faamuladheyri Kilegefan, fils du Sultan Muhammad Ghiyasuddin, fils du Sultan Ibrahim Iskandar II, fils du Sultan Muzaffar Muhammad Imaduddin II de la dynastie Dhiyamigili.

## Prix
- Recipient of the National literature award for distinguished writing in 1999.

## Liens
- Maldivian Roots.com - Online Maldivian Genealogist
- (dv) Latheef's column in Haveeru Online
- (dv) Haveeru Daily's Columnists